# 院吉
院吉（いんきつ、生没年未詳）は、鎌倉時代後期から南北朝時代にかけて活躍したの院派仏師。

## 経歴
鎌倉末期に同派の院保や院涴の主宰する造像に参加している。天龍寺で釈迦三尊像を造り、1342年に御衣木加持をおこなっている（『天龍寺造営記録』）。天龍寺は後醍醐天皇の冥福を祈り室町幕府を開いた足利尊氏が弟の足利直義等と建立した。院吉の当時の京都における評価の高さが伺われる。文和以降の作品は知られていないが、貞治3年7月の地頭職の沙汰に関する文書があり、5年4月の『石清水八幡宮記録』の院広の記事に「故院吉法印子」とあるので、この間に亡くなったと考えられる。息子に跡を継いだ院広、院遵らがいる。

## 作品
- 十一面観音坐像（法金剛院、1319年頃）重要文化財。像内に納入された法印・院涴以下の仏師交名の中に院吉の名が見える。
- 如来形坐像（愛媛県東円坊、1330年）形状から大日如来と推定される。院吉単独作。
- 釈迦如来及両脇侍坐像（静岡県方広寺、1352年）重要文化財。院広、院遵と共作。
- 木造釈迦如来坐像（栃木県興禅寺、1352年）院広、院遵と共作。
- 地蔵菩薩像（愛知県定光寺）寺の開山の年譜に「名仏師院吉法印」の作と記されているが詳細不明。